# Otavi (Puna)
Otavi, das sich auch als „Capital del Fandango“ (Hauptstadt des Fandango) bezeichnet, ist eine Ortschaft im Departamento Potosí im Hochland des südamerikanischen Andenstaates Bolivien.

## Lage im Nahraum
Otavi ist der zentrale Ort des Kanton Otavi im Municipio Puna in der Provinz José María Linares. Die Ortschaft liegt auf einer Höhe von 3348 m an dem nach Süden fließenden Río Jatun Mayu, der über den Río Ayoma zum Río Jilche und flussabwärts zum Río Tumusla fließt, der zum Flusssystem des Río de la Plata gehört.

## Geographie
Otavi liegt am südlichen Ende der Anden-Gebirgskette der Cordillera Central. Das Klima der Region ist ein typisches Tageszeitenklima, bei dem die mittleren Temperaturunterschiede im Tagesverlauf deutlicher ausfallen als im Jahresverlauf.
Die Jahresdurchschnittstemperatur in der Region beträgt etwa 17 °C (siehe Klimadiagramm Betanzos), die Monatswerte schwanken nur unwesentlich zwischen 14 °C im Juni/Juli und 19 °C von November bis Januar. Die jährliche Niederschlagsmenge liegt bei knapp 500 mm, die Monate Mai bis September sind arid mit Monatswerten unter 15 mm, nur im Januar wird ein Niederschlag von 100 mm erreicht.

## Verkehrsnetz
Otavi liegt in einer Entfernung von 86 Straßenkilometern südöstlich von Potosí, der Hauptstadt des Departamentos.
Von Potosí aus führt die insgesamt 1215 Kilometer lange asphaltierte Nationalstraße Ruta 1 nach Süden über Cuchu Ingenio und Tres Cruces, vorbei an den Nachbarorten Otavi und Villa Nueva, und weiter nach Tarija und Bermejo an der argentinischen Grenze.

## Bevölkerung
Die Einwohnerzahl der Ortschaft ist in dem Jahrzehnt zwischen den beiden letzten Volkszählungen unverändert geblieben:
| Jahr | Einwohner         | Quelle       |
| ---- | ----------------- | ------------ |
| 1992 | keine Detaildaten | Volkszählung |
| 2001 | 516               | Volkszählung |
| 2012 | 518               | Volkszählung |
| 2024 |                   | Volkszählung |

Die Region weist einen hohen Anteil an Quechua-Bevölkerung auf, im Municipio Puna sprechen 99 Prozent der Bevölkerung Quechua.